# Average White Band

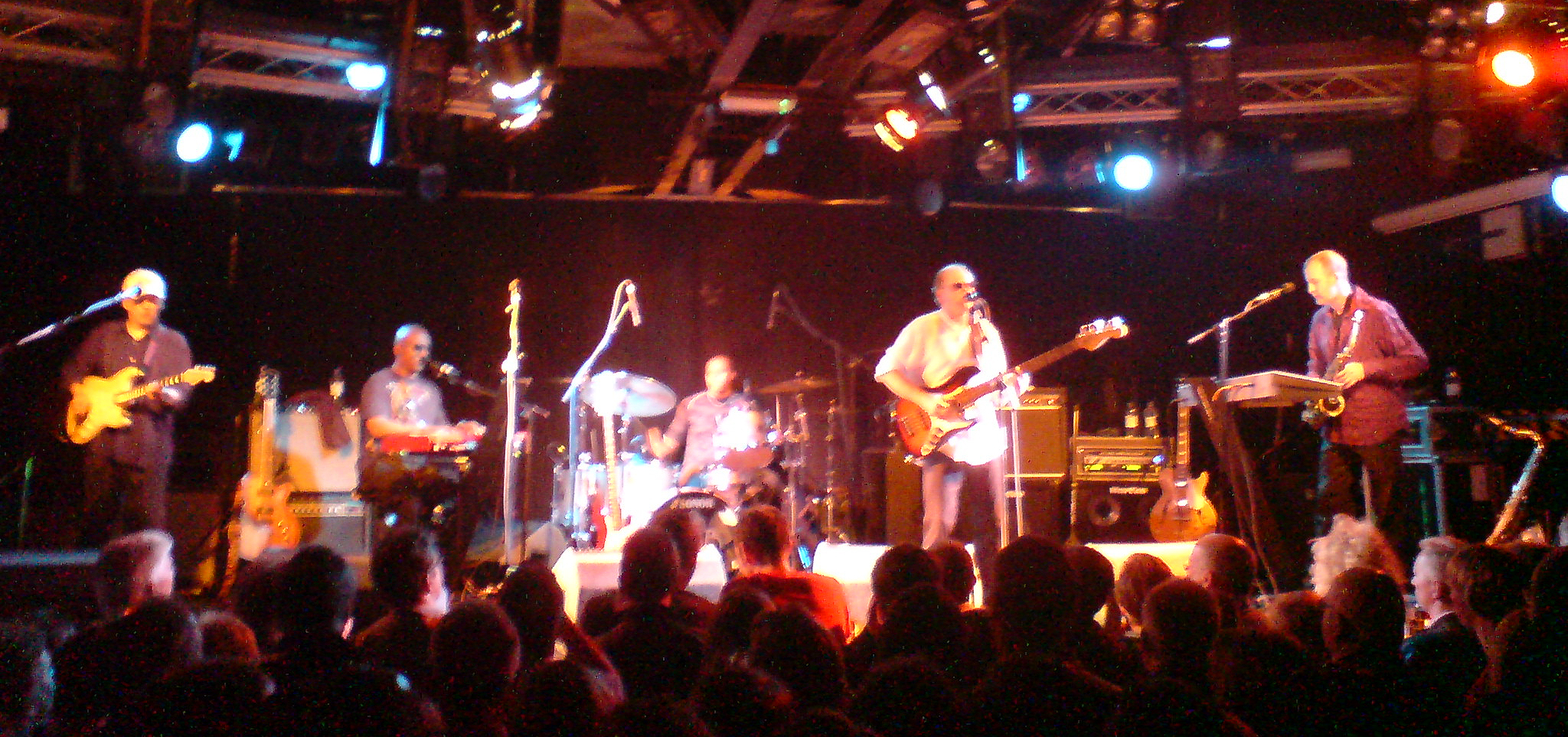
The Average White Band tocando en The Liquid Room en Edimburgo el 20 de mayo de 2008

Average White Band (también conocidos como AWB) es una banda musical de Escocia de funk y R&B que tuvo una serie de éxitos en las listas R&B entre los años 1974 y 1980. AWB es conocida por ser «la primera banda de funk 100 % de raza blanca».[cita requerida]

## Historia
Average White Band nace en Dundee, Escocia, en 1971 formada originalmente por Alan Gorrie (bajo eléctrico y voz) y Malcolm "Molly" Duncan (saxofón), con Onnie McIntyre (guitarra eléctrica), Hamish Stuart (bajo eléctrico, guitarra eléctrica, y voz), Roger Ball (clavinet y órgano) y Robbie McIntosh (batería). Duncan y Ball, conocidos como los «Dundee Horns», estudiaron en el Colegio de Arte Duncan de Jordanstone (ahora parte de la Universidad de Dundee), y fueron anteriormente miembros de Mogul Thrash.
El gran paso adelante de la banda se dio al actuar de teloneros de Eric Clapton en 1973. MCA Records publicó su primer álbum, Show Your Hand, del cual se vendieron pocas unidades. Bruce McCaskill, que fue mánager del tour de Clapton, conectó con la música de la banda y decidió representarlos. McCaskill logró llevar a la banda a los EE. UU. para promocionarlos y consiguió que Atlantic Records se interesara en ficharlos. En consecuencia, la banda se trasladó a Nueva York, firmaron para Atlantic y realizaron su siguiente álbum, AWB, más conocido como The White Álbum. Este álbum fue el primero de varios con el renombrado productor musical Arif Mardin, y alcanzó el puesto #1 en los Estados Unidos en la lista del Hot 100.
Con este trabajo se convirtieron en 1974 en «las nuevas estrellas blancas de la música negra», en gran parte debido al enorme éxito del sencillo instrumental funky «Pick Up the Pieces», que ocupó el segundo lugar dentro de los 10 primeros en listas de EE. UU., Reino Unido y Francia.
Mientras trataban de asumir su recién adquirida fama, la fatalidad golpeó a la banda, cuando murió el baterista McIntosh, por sobredosis de heroína, a finales de 1974. McIntosh fue reemplazado por Steve Ferrone.
A pesar de la pérdida, 1975 fue un año brillante para AWB. Su tercer disco, llamado Cut the Cake, que incluía el hit homónimo, tuvo tres sencillos que afirmaron su reputación como uno de los grupos más sólidos de soul y funk de su época: "School Boy Crush," y "If I Ever Lose This Heaven."
En particular, "If I Ever Lose This Heaven," un cover de una canción de Quincy Jones, fue la primera demostración de su pericia en las baladas, con el falsetto de Stuart convirtiéndose en uno de los sellos favoritos de los fanes de la banda.
Tan popular como sus álbumes previos fue Soul Searching, de 1976. Un no bien ponderado clásico que contiene finas ejecuciones pero en el que solo "Queen of My Soul" alcanzó las listas. Tras este álbum la suerte del grupo declinó. Algunas colaboraciones con Ben E. King y la popularidad de "Let's Go Round Again" y "Your Love Is a Miracle" mantuvieron la vitalidad de la banda, que finalmente se disolvió en 1982.
Gorrie, Ball y McIntyre volvieron a formar la banda en 1989, con el vocalista Alex Ligertwood. Bajo esta nueva formación grabaron Soul Tattoo (1996) y el álbum en directo Face to Face (1999).